# انتونگوو-کولونگا
انتونگوو-کولونگا (به لهستانی:  Antoniów-Kolonia) یک روستا در لهستان است که در گمینا میلیوو واقع شده‌است. انتونگوو-کولونگا  ۱۳۷ نفر جمعیت دارد.